# Simav
Simav è una città turca, capoluogo dell'omonimo distretto nella provincia di Kütahya, all'interno della regione dell'Egeo.
In questa località scorre il fiume Simav.